# Colette Brettel
Colette Brettel, geborene Dorothy Nicolette Pettigrew, (* 1. Juni 1902 in London; † Ende 1973 in Sheffield, Yorkshire, Vereinigtes Königreich) war eine englische Schauspielerin.

## Leben
Brettel begann ihre Filmkarriere in England, wo sie 1920 ihre erste Rolle in der Literaturverfilmung Wuthering Heights (deutsch: Sturmhöhe) nach einem Roman von Emily Brontë spielte. Bei den Dreharbeiten zu dem Drama Wettlauf ums Glück lernte sie den Schauspieler Ernest Winar kennen, den sie am 15. Juni 1923 heiratete. In den folgenden Jahren wechselte sie zum deutschen Film.
In der Kritik zu dem Film Die nicht heiraten dürfen zählte der Kritiker Martin Beheim-Schwarzbach sie zur guten Besetzung des Films.
Der deutschen Sprache nur unzureichend mächtig, kehrte Colette Brettel nach Anbruch der Tonfilmzeit nach England zurück, wo sie im letzten Quartal 1973 verstarb.

## Filmografie
- 1920 Wuthering Heights
- 1921 Blood Money
- 1923 The Prodigal Son
- 1923: Wettlauf ums Glück
- 1923 Das rollende Schicksal
- 1924 The Colleen Bawn
- 1924 Komödie des Herzens
- 1924: Das goldene Kalb
- 1925 Die große Gelegenheit
- 1925 Gräfin Mariza
- 1926 Die vom anderen Ufer
- 1926 Warum sich scheiden lassen?
- 1926 Aus des Rheinlands Schicksalstagen
- 1926 Wir sind vom K. u. K. Infanterie-Regiment
- 1926 Annemarie und ihr Ulan
- 1926: Der Seekadett
- 1927 Der Neffe aus Amerika
- 1927 Haus am Krögel
- 1927: Die Familie ohne Moral
- 1927: Der Juxbaron
- 1927 § 182 minderjährig
- 1927 Wenn Menschen reif zur Liebe werden
- 1927 Der König der Mittelstürmer
- 1928 Der Hafenbaron
- 1928 Ein Lieb, ein Dieb, ein Warenhaus
- 1928: Der moderne Casanova
- 1929: Die nicht heiraten dürfen
- 1929: Was eine Frau im Frühling träumt